# Arnošt Grund (režisér)
Arnošt Grund (30. ledna 1866 Praha-Staré Město – 2. února 1929 Záhřeb) byl český divadelní a filmový herec, pěvec, režisér a scenárista působící v pozdějším Chorvatsku, průkopník chorvatské kinematografie. Byl scenáristou a hercem v prvním chorvatském němém filmu Brčko u Zagrebu z roku 1917. Znám byl také jako entomolog a filatelista.

## Životopis

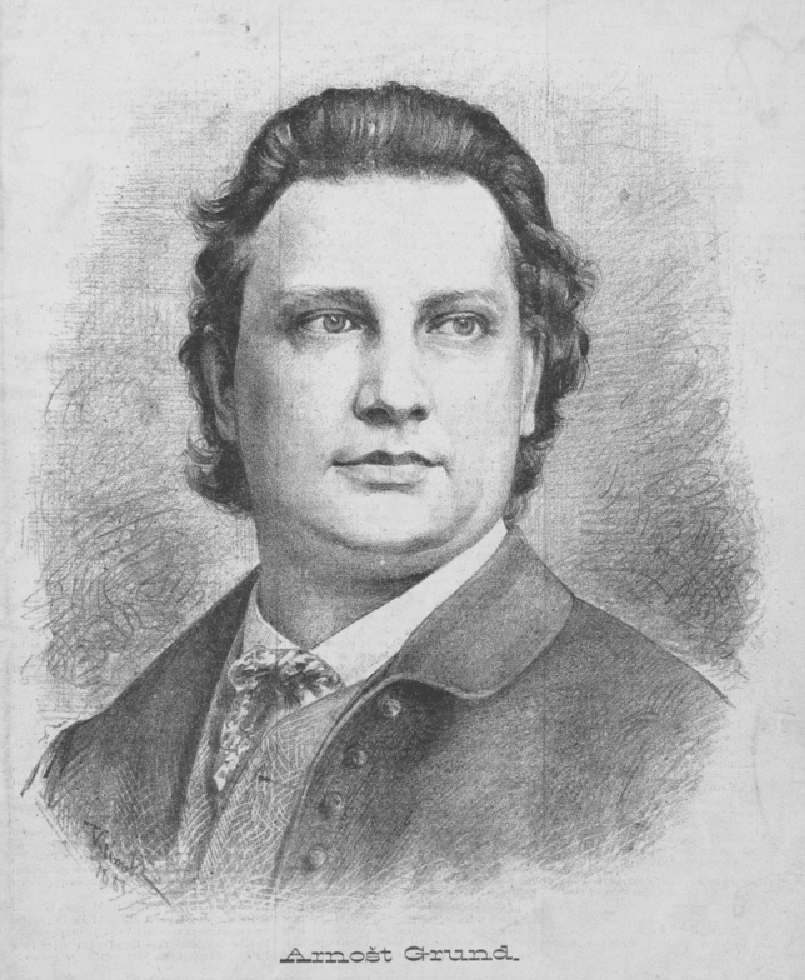
Arnošt Grund starší (portrét Jana Vilímka)

Narodil se v Praze v rodině operního pěvce Arnošta Grunda, toho času člena opery pražského Prozatímního divadla, a Boženy Grundové-Görlické, jež byla rovněž herečkou. V mládí cestoval s otcem, který pořádal tour po Německu. Studoval inženýrství na pražské technice a zajímal se o entomologii.
K divadelnímu zpěvu se poprvé dostal během otcova angažmá v divadelní kočovné společnosti Vendelína Budila z Plzně, u které profesionálně působil až do roku 1895. Díky své menší korpulentní postavě ztvárňoval především herecké typy drastických a salonních komiků.
Po otevření nové budovy Chorvatského národního divadla v Záhřebu roku 1895 se na pozvání Stjepana Miletiće připojil k velké skupině českých umělců, kteří vstoupili do angažmá do zdejšího rostoucího operním a operetním souboru. Uplatnil se v jeho řadách, příležitostně též v činohře jako oblíbený komik a hojně se věnoval též režii. V Záhřebu se následně nastálo usadil, překládal z cizích jazyků divadelní texty a působil jako herecký mentor. Podnikl také několik zahraničních hostování, mj. v Raimundtheater ve Vídni v letech 1898 až 1899.
Výrazným způsobem ovlivnil jako herec a scenárista počátky chorvatské kinematografii. Ztvárnil hlavní roli ve filmu Brčko u Zagrebu z roku 1917. Dílo pravděpodobně vzniklo podle jeho divadelní hry Ošidili nás, a je tak označován za jeho scenáristu. Na dalších němých filmech se v letech 1917 až 1919 podílel jako herec a režisér
Dcery Arnošta Grunda byly chorvatské filmové herečky Zorka Kremzar a Milada Trstenjak.

## Filmografie

### Režisér
- Jeftina košta (1917)
- Mokra pustolovina (1918)
- U lavljem kavezu (1919)
- Brišem i sudim (1919)

### Herec
- Brčko v Záhřebu (1917)
- Mokra pustolovina (1918)
- Vragoljanka (1919)

### Scenárista
- Brčko u Zagrebu (1917)
- Vragoljanka (1918)